# وزارت دادگستری اتحاد جماهیر شوروی
وزارت دادگستری اتحاد جماهیر شوروی سوسیالیستی که در ۱۵ مارس ۱۹۴۶ تشکیل شد، یکی از مهم‌ترین اداره‌های دولتی در اتحاد جماهیر شوروی بود. وزارت دادگستری پیش‌تر از این—تا سال ۱۹۴۶—با عنوان کمیساریای خلق دادگستری شناخته می‌شد که آن را به‌اختصار نارکومیست می‌خواندند. این وزارتخانه در سطح کل اتحادیه—سراسر اتحاد جماهیر شوروی سوسیالیستی—در ۶ ژوئیه ۱۹۲۳ پس از امضای معاهده تأسیس اتحاد جماهیر شوروی ایجاد شد و به نوبه خود مبتنی بر کمیساریای خلق دادگستری جمهوری سوسیالیستی فدراتیو روسیه شوروی بود که در سال ۱۹۱۷ تشکیل شده‌بود. این وزارتخانه قبل از سال ۱۹۴۶ توسط وزیر دادگستری رهبری می‌شد، کمیساری که توسط رئیس شورای وزیران معرفی و توسط پرزیدیوم شورای عالی تأیید می‌شد و عضو شورای وزیران بود.
وزارت دادگستری مسئولیت محاکم، زندان‌ها و تعزیرات را بر عهده داشت. مسئولیت‌های گسترده آن شامل سیاست عدالت کیفری، سیاست مجازات و پیشگیری از ارتکاب مجدد جرم در اتحاد جماهیر شوروی بود. این وزارتخانه به دو بخش کل اتحادیه و اداره‌های اتحادیه سازماندهی شد. وزارتخانه‌های کل اتحادیه به سازمان‌های جداگانه در سطح جمهوری، استان خودمختار و استانی تقسیم شدند. رهبری وزارت دادگستری از سوی سازمان‌های حقوقی برجسته شوروی از سراسر کشور انجام می‌شد.

## وظایف و مسئولیت

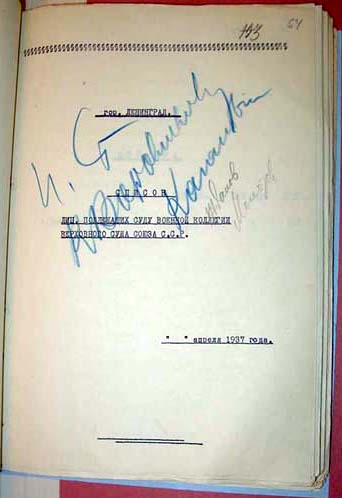
فهرست اشخاصی که توسط هیئت نظامی دیوان عالی محاکمه شدند. امضاهای تأییدشده: ژوزف استالین، کلیمنت ووراشیلوف، لازار کاگانویچ، آندری ژدانف و ویاچسلاو مولوتف. صفحه اول یک فهرست محاکمه معمولی از زمان تصفیه کبیر.

بر اساس فرمانی از سال ۱۹۷۲، وزارت دادگستری پیشنهادهایی را برای تدوین قانون آماده کرد و همچنین مدیریت روش‌شناسی فعالیت حقوقی را در اقتصاد ملی انجام داد. این وزارتخانه فعالیت ارگان‌های دولتی و سازمان‌های عمومی را به‌منظور ارتقای دانش حقوقی و شفاف‌سازی قانون در بین مردم در موارد سازمان‌های قضایی و همچنین مدیریت کل ثبت احوال و حرفه حقوقی هدایت و هماهنگ می‌کرد. وزارتخانه در برابر حزب، دولت و مردم مسئول بود. هدف اصلی وزارتخانه تقویت قانونمندی سوسیالیستی و حاکمیت قانون در نهادهای قضایی شوروی بود. این وزارتخانه به یک وزارتخانه کل اتحادیه و پانزده وزارتخانه اتحادیه سازماندهی شد. رهبری این وزارتخانه متشکل از شخصیت‌های برجسته مقامات قضایی جمهوری‌های شوروی، دادگاه‌های نظامی، اعضای وکلا، دفاتر اسناد رسمی و سایر نهادهای قضایی بود. وظیفه رهبری سازماندهی و تهیه پیشنهادها برای تدوین قوانین بود. رهبری سازمانی و دادگاه‌ها بر سطوح بخش‌های جمهوری، خودمختار و استانی حکومت و حزب کنترل کامل داشتند.
در ۱ فوریه ۱۹۲۳  کمیساریای خلق دادگستری کل اتحادیه منحل شد و مسئولیت‌ها، وظایف و کارکردهای آن به دادستان کل واگذار شد. اداره دادستانی وزارت دادگستری به ریاست یک دادستان کل جمهوری، مسئول محدودسازی اختیارات دادستان کل بود. به‌دلیل توقف «تمرکز غیر ضروری»، وزارت دادگستری هم در سطح اتحادیه و هم در سطح کل اتحادیه انحلال یافت. سپس وظایف این وزارتخانه به دیوان عالی و کمیسیون حقوقی شورای وزیران واگذار شد.
این وزارتخانه در سال ۱۹۷۰ توسط دولت آلکسی کاسیگین مجدداً تأسیس شد. در پی تشکیل دوباره آن مقررات گسترده‌ای در مورد این وزارتخانه توسط شورای وزیران وضع گشت. بر اساس فرمانی در سال ۱۹۷۵، وظیفه اصلی وزارتخانه، هدایت و نظارت بر ارگان‌های قضایی هم در سطح اتحادیه و هم در سطح کل اتحادیه بود.
وظيفه اصلی اين وزارتخانه اين بود كه پيشنهادهای مربوط به مسائل مرتبط با نظام قضايی نظیر انتخاب قضات، رأی قضایی، ساماندهی دادگستری، مطالعه و جمع‌بندی رویه قضایی با هماهنگی دیوان عالی و سازماندهی کار برای حفظ آمار قضایی را ارائه کند. طبق قوانین اتحاد جماهیر شوروی، وزارتخانه می‌توانست تدابیر مختلفی را برای بهبود نظام دادگستری شوروی پیشنهاد کند. بر اساس ماده یکم کمیساریای خلق دادگستری، وظیفه اصلی کمیساریا، نظارت بر فعالیت‌های قانونی اداره‌های مرکزی شوروی و دادستان خلق بود.

## سازماندهی
وزارت دادگستری توسط یک وزیر اداره می‌شد. وزیر ابتداء توسط پرزیدیوم شورای عالی بین فصل‌ها انتخاب و بعد با دعوت شورای عالی تأیید اعتبار می‌شد. معاونان وزیر توسط شورای وزیران انتخاب شدند و همین‌گونه وزارت دادگستری مسئول توزیع معاونان بود. هر معاون معمولاً ریاست بخش مخصوص به خود را بر عهده داشت. وزیر، معاونان و سایر مقامات ارشد، حلقه رهبری را تشکیل می‌دادند که آن را هیئت وزارت دادگستری می‌نامیدند. اعضای این هیئت بایستی توسط شورای وزیران تأیید می‌شدند. هیئت وزارت به‌طور منظم جلساتی را برای بحث در مورد مسائل حقوقی در سراسر کشور برگزار می‌کرد. تصمیمات اتخاذشده توسط هیئت به‌طور معمول در سراسر کشور اجرا می‌شد. در صورت بروز اختلاف در هیئت دادگستری، شورای وزیران وارد عمل می‌شد و به ناسازگاری‌ها پایان می‌داد.
ساختار و تعداد کارکنان، تشکیلات دستگاه مرکزی وزارتخانه، احکام ادارات و بخش‌های این وزارتخانه توسط شورای وزیران تصویب گشت. مهر وزارت دادگستری نشان دولتی اتحاد جماهیر شوروی بود.

## پیشینه

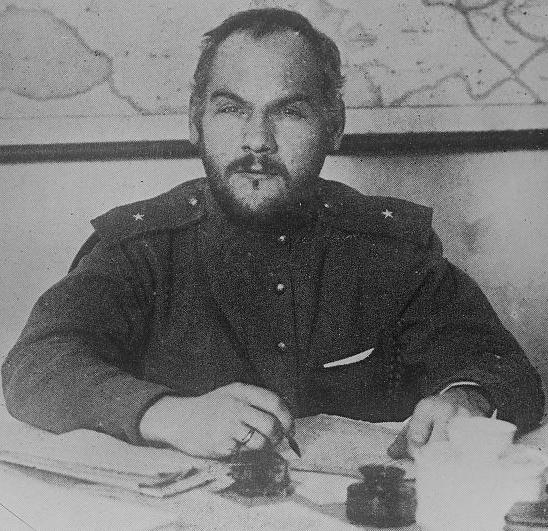
نیکولای کریلنکو نخستین کمیسار خلق دادگستری اتحاد جماهیر شوروی سوسیالیستی بود.

در سال ۱۹۲۲، ولادیمیر لنین، کمیساریای خلق دادگستری را به‌دلیل عدم برخورد قاطعانه با مخالفان سیاسی بلشویک‌ها و اجازه توسعه سرمایه‌داری خارج از چارچوب سرمایه‌داری دولتی که در سیاست اقتصدای جدید ترسیم شده‌بود، مورد انتقاد قرار داد. تا سال ۱۹۳۶ کمیساریای خلق دادگستری فقط در سطح اتحادیه جمهوری وجود داشت. نیکولای کریلنکو، اولین کمیسار خلق دادگستری، در ژانویه ۱۹۳۳ بیان داشت که قوانین شوروی نسبت به ملایمت برخی از مقامات شوروی که به قانون «پنج خوشه» اعتراض کردند، برخورد تندی داشته‌است:
ما گاهی اوقات با یک امتناع صریح از اجرای دقیق این قانون روبرو می‌شویم. یکی از قاضی‌های خلق به من گفت که او هرگز نمی‌تواند کسی را به خاطر دزدی چهار خوشه به زندان بیندازد. چیزی که ما در اینجا با آن روبرو هستیم تعصب عمیقی است که با شیر مادرشان آغشته شده‌است... این باور اشتباه است که مردم باید نه بر اساس دستورالعمل‌های سیاسی حزب بلکه با ملاحظات «عدالت عالی» محاکمه شوند.
به گفته عبدالرحمان اوتورخانف، نیکیتا خروشچف وزارتخانه دادگستری را در اوج دوران خود در تلاش برای احیای «هنجارهای لنینیستی قانونمداری سوسیالیستی» که در دوران حکومت ژوزف استالین ناپدید شده‌بود، منحل کرد. خروشچف سعی کرد با اجرای قانون اساسی ۱۹۳۶ در شاخه قضایی کشور، دیوان شوروی را از اقتدار مرکزی مستقل‌تر کند. به گفته خروشچف، این امر به دادگاه‌ها استقلال بیشتری از قدرت مرکزی می‌داد. کارکردها، وظایف و مسئولیت‌های وزارتخانه به شورای عالی و کمیسیون حقوقی شورای وزیران در تمام سطوح جامعه شوروی واگذار شد. در دهه ۱۹۶۰ مشخص شد که این اصلاحات طبق برنامه عمل نمی‌کنند و وزارتخانه توسط دولت آلکسی کاسیگین در سال ۱۹۷۰ مجدداً تأسیس شد. مقرر شد این وزارتخانه به همراه اکثر وزارتخانه‌های شوروی در دسامبر ۱۹۹۱ به‌دستور شورای دولتی منحل شود اما این امر میسر نشد زیرا اتحاد جماهیر شوروی سوسیالیستی قبل از این تاریخ فروپاشید.

## کمیسارها و وزیران
افراد زیر به‌عنوان کمیسار—نارکوم، وزیر و معاون وزیر در دوره شوروی ریاست این کمیساریا—وزارتخانه را بر عهده داشتند:

### فهرست کمیسارها—وزیران
| نام                                               | آغاز دوره                                | پایان دوره                               | مدت صدارت                                |
| کمیسار خلق دادگستری روسیه شوروی — نارکوم          | کمیسار خلق دادگستری روسیه شوروی — نارکوم | کمیسار خلق دادگستری روسیه شوروی — نارکوم | کمیسار خلق دادگستری روسیه شوروی — نارکوم |
| ------------------------------------------------- | ---------------------------------------- | ---------------------------------------- | ---------------------------------------- |
| گئورگی اوپوکوف                                    | ۸ نوامبر ۱۹۱۷                            | ۲۹ نوامبر ۱۹۱۷                           | ۲۱ روز                                   |
| پتریس استوچکا                                     | ۲۹ نوامبر ۱۹۱۷                           | ۲۲ دسامبر ۱۹۱۷                           | ۲۳ روز                                   |
| آیزاک اشتاینبرگ                                   | ۲۲ دسامبر ۱۹۱۷                           | ۱۸ مارس ۱۹۱۸                             | ۸۶ روز                                   |
| پتریس استوچکا                                     | ۱۸ مارس ۱۹۱۸                             | ۱۴ سپتامبر ۱۹۱۸                          | ۱۸۰ روز                                  |
| دمیتری کورسکی                                     | ۱۴ سپتامبر ۱۹۱۸                          | ۶ ژوئیه ۱۹۲۳                             | ۴ سال، ۲۹۵ روز                           |
| کمیسار خلق دادگستری اتحاد جماهیر شوروی سوسیالیستی |                                          |                                          |                                          |
| نیکولای کریلنکو                                   | ۲۰ ژوئیه ۱۹۳۶                            | ۱۵ سپتامبر ۱۹۳۷                          | ۱ سال، ۵۷ روز                            |
| نیکولای ریچکوف                                    | ۱۹ ژانویه ۱۹۳۹                           | ۱۵ مارس ۱۹۴۶                             | ۷ سال، ۵۵ روز                            |
| وزیر دادگستری اتحاد جماهیر شوروی سوسیالیستی       |                                          |                                          |                                          |
| نیکولای ریچکوف                                    | ۱۵ مارس ۱۹۴۶                             | ۵ فوریه ۱۹۴۸                             | ۱ سال، ۳۲۷ روز                           |
| کنستانتین گورشنین                                 | ۵ فوریه ۱۹۴۸                             | ۳۱ مه ۱۹۵۶                               | ۸ سال، ۱۱۶ روز                           |
| ولادیمیر تربیلوف                                  | ۹ ژانویه ۱۹۷۰                            | ۱۱ آوریل ۱۹۸۴                            | ۱۴ سال، ۹۳ روز                           |
| بوریس کراتسوف                                     | ۱۱ آوریل ۱۹۸۴                            | ۱۷ ژوئیه ۱۹۸۹                            | ۵ سال، ۹۷ روز                            |
| ونیامین یاکولف                                    | ۱۷ ژوئیه ۱۹۸۹                            | ۱۱ دسامبر ۱۹۹۰                           | ۱ سال، ۱۴۷ روز                           |
| سرگئی لوشچیکوف                                    | ۱۱ دسامبر ۱۹۹۰                           | ۲۴ اوت ۱۹۹۱                              | ۲۵۶ روز                                  |

### ارجاع‌ها
1. 1 2 3  УКАЗ: ПОЛОЖЕНИЕ О МИНИСТЕРСТВЕ ЮСТИЦИИ СССР.
2. 1 2  УКАЗ: ПРЕЗИДИУМА ВЕРХОВНОГО СОВЕТА СССР.
3. ↑  Ferdinand, The Emancipation of Soviet law, 144.
4. 1 2  Morgan, Soviet administrative legality, 32.
5. ↑  Szirmai, Codification In the Communist World, 337.
6. ↑  Lenin, "On the Tasks of the People's Commissariat for Justice under the New Economic Policy".
7. ↑  Solomon, Soviet criminal justice under Stalin, 16.
8. ↑  Radzinsky, Stalin: The First In-Depth Biography Based on Explosive New Documents from Russia's Secret Archives, 258.
9. ↑  Avtorkhanov, Технология власти.
10. ↑  Yatskov, ИСТОРИЯ СОВЕТСКОГО СУДА.
11. ↑  Президиумы судов и некоторые вопросы судоустройства.
12. ↑  Об утверждении Указов Президиума Верховного Совета СССР об образовании и преобразовании некоторых органов государственного управления и о внесении соответствующих дополнений в статьи 70 и 78 Конституции (Основного Закона) СССР.
13. ↑  ОБ УПРАЗДНЕНИИ МИНИСТЕРСТВ И ДРУГИХ ЦЕНТРАЛЬНЫХ ОРГАНОВ ГОСУДАРСТВЕННОГО УПРАВЛЕНИЯ СССР.